# Відносини Азербайджан — Європейський Союз
Азербайджанська Республіка та Європейський Союз (ЄС) підтримували позитивні відносини протягом багатьох років і стали більш тісними взаємозв'язками з 1991 року. Азербайджан у даний час є частиною Європейської політики сусідства, Східного партнерства та Ради Європи. ЄС є найбільшим іноземним донором та інвестором Азербайджану як у державному секторі, так і в громадянському суспільстві, надаючи понад 600 мільйонів євро двосторонньої допомоги ЄС з 1992 року.

## Передумови

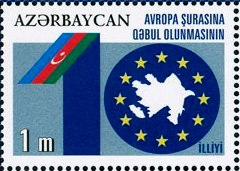
Поштова марка Азербайджану, присвячена 10-річчю вступу Азербайджану в Раду Європи

До падіння Радянського Союзу Азербайджан мало контактував з нерадянською Європою. За радянських років Азербайджанська Демократична Республіка (сьогоднішня Азербайджанська Республіка) стала Азербайджанською РСР. Залишалося, що поки Верховний суд Азербайджану не проголосив незалежність від Радянського Союзу у вересні 1989 р., Лише в листопаді 1989 р. Влада Москви визнала цю декларацію недійсною. Держава нарешті здобула незалежність у жовтні 1991 р. І приєдналася до Організації Об’єднаних Націй у 1992 р. Завдяки політиці ООН та уряду Азербайджан звернувся до міжнародного співтовариства, особливо Європи, і відкрив свою економіку.
Офіційні відносини з ЄС розпочались у 1996 році, коли було підписано Угоду про партнерство та співробітництво між ЄС та Азербайджаном (УПС). Ця угода набула чинності в 1999 році та ознаменувала початок переважно позитивних відносин між Азербайджанською Республікою та Європейським Союзом, причому обидві сторони отримали вигоду від цих відносин.
Азербайджан також зміцнив свої відносини з Європою, ставши 43-м державою, яка приєдналася до Ради Європи 25 січня 2001 р. Цим самим Азербайджан ще більше відкрився для Європи та Заходу. З моменту вступу Азербайджан ратифікував 50 договорів і брав активну участь у роботі Ради.
У липні 2003 року ЄС призначив Спеціального представника на Південному Кавказі. З 2004 р. Азербайджан був включений (як країна південного Кавказу) до Європейської політики сусідства (ЄПС), а також до ініціативи "Східне партнерство" з моменту її створення в 2009 р. Протокол про участь Азербайджану в програмах та агентствах ЄС був прийнятий у липні 2016. Ключові пункти, включені до плану, - це інвестиції в інфраструктуру Азербайджану, часткова інтеграція азербайджанської економіки в європейську та партнерство з Азербайджаном щодо видобутку нафти з підконтрольної Азербайджану частини Каспійського моря.
7 лютого 2017 року ЄС та Азербайджан розпочали переговори щодо нової угоди, яка замінить стару, прийняту в 1996 році.

## Політичні відносини
ЄС та Азербайджан спільно працювали над укладанням різних політичних домовленостей, причому Угода про партнерство та співробітництво між ЄС та Азербайджаном (1999 р.) Є найважливішою для заснування подальших міцних відносин. Угода спрямована на посилення торгівлі, інвестицій, економіки, законодавства та культури в рамках партнерства та співробітництва ЄС та Азербайджану. Азербайджан також є частиною Європейської політики сусідства (ЄПС) та ініціативи "Східне партнерство", а також членом Організації Чорноморського економічного співробітництва (ОЧЕС).
Тривають обговорення щодо оновлення правової бази відносин між ЄС та Азербайджаном.

## Економічні та фінансові відносини
Економіко-торгові відносини ЄС та Азербайджану регулюються Угодою про партнерство та співробітництво (УПС). Європейський Союз є першим торговим партнером Азербайджану, який становить 48,6% загальної торгівлі Азербайджану. ЄС - найбільший експортний та імпортний ринок Азербайджану з часткою 60,7% та 31,8% в загальному обсязі експорту та імпорту Азербайджану відповідно. Експорт ЄС до Азербайджану, який на 2016 рік становив 1,8 млрд. Євро, складається переважно з машин та транспортного обладнання, тоді як імпорт ЄС з Азербайджану на 7,6 млрд. Євро у 2016 р. Охоплює переважно нафту та газ (98% від загального обсягу імпорту). ЄС є ключовим іноземним інвестором в Азербайджані. У 2013 році прямі іноземні інвестиції (ПІІ) в країну становили 4,7 млрд. Євро. УПС встановлює економічну співпрацю, спрямовану на зміцнення ділових зв'язків та розробку ринкових правил та практики торгівлі товарами та послугами. Більш тісна економічна інтеграція з Азербайджаном також супроводжується Європейською політикою сусідства (ЄПС) та ініціативою ЄС "Східне партнерство". Азербайджан отримує технічну допомогу від ЄС, щоб допомогти йому стати членом Світової організації торгівлі. Підтримка ЄС Азербайджану становить близько 30 мільйонів євро щороку. Проєкти неурядових організацій (НУО) у рамках бюджетних ліній з прав людини, демократизації та недержавного актора (EIDHR та NSA) також отримують фінансування.
Допомога ЄС була спрямована на гуманітарну допомогу, продовольчу безпеку та соціальний захист. Оскільки економічні та політичні умови в країні різко покращились, зараз більше уваги приділяється:
- План дій Європейської політики сусідства
- Ненафтова економіка
- Розбудова державного потенціалу

Допомога ЄС також надходить через такі програми, як INOGATE, TRACECA, TEMPUS та ERASMUS MUNDUS.

## Думки
Думки щодо посилених відносин Азербайджану з Європейським Союзом та Заходом є переважно позитивними, але внаслідок розширених відносин виникають побоювання. Азербайджан та Європейський Союз мають спільну енергетичну програму, і обидва підтримують будівництво трубопроводу для доставки азербайджанської нафти до Європи. Європейський комісар з енергетики Андріс Піебалгс заявив 7 листопада 2008 р., Що "останні події на Кавказі ще раз показали, що зараз критичний момент для енергетичних питань в регіоні, і що зараз слід посилити енергетичне співробітництво між ЄС та Азербайджаном як ніколи раніше ". Оскільки все більше і більше держав дивляться на азербайджанську нафту, Комісар вважає міцні відносини між ЄС та Азербайджаном вирішальними для забезпечення майбутніх європейських поставок енергії, а також надзвичайно важливими для сприяння розвитку азербайджанської економіки та інфраструктури.
Азербайджан прагне працювати з Європейським Союзом для зміцнення своєї економіки та політичної структури. Президент Азербайджану Ільхам Алієв заявив 24 квітня 2004 р., Що „” поточним стратегічним вибором [Азербайджану] є інтеграція в Європу, європейська сім’я та інституції. Ми твердо віддані цій політиці. Ми зробимо все можливе, щоб Азербайджан відповідав усім стандартам та критеріям, властивим Європі. Наша політика така, і ми проводимо її вже давно. Поточні події в Азербайджані є результатами такої подальшої політики ''. Уряд Алієва бачить вигоди від співпраці з Європою і бере участь у вітанні європейського бізнесу, інвестицій та допомоги.
У той же час Азербайджан все ще має міцні зв'язки з Росією, Іраном (де проживає більшість етнічного азербайджанського населення) та сусідніми державами на Каспійському морі та на Кавказі. Уряд зосереджений на розвитку Азербайджану за допомогою поєднання європейських та більшої кількості регіональних інвестицій. Ці інтереси час від часу стикаються.

Відповідаючи на запитання модератора на Мюнхенській конференції з безпеки в 2016 році, президент Азербайджану Ільхам Алієв сказав:

## Сучасна ситуація

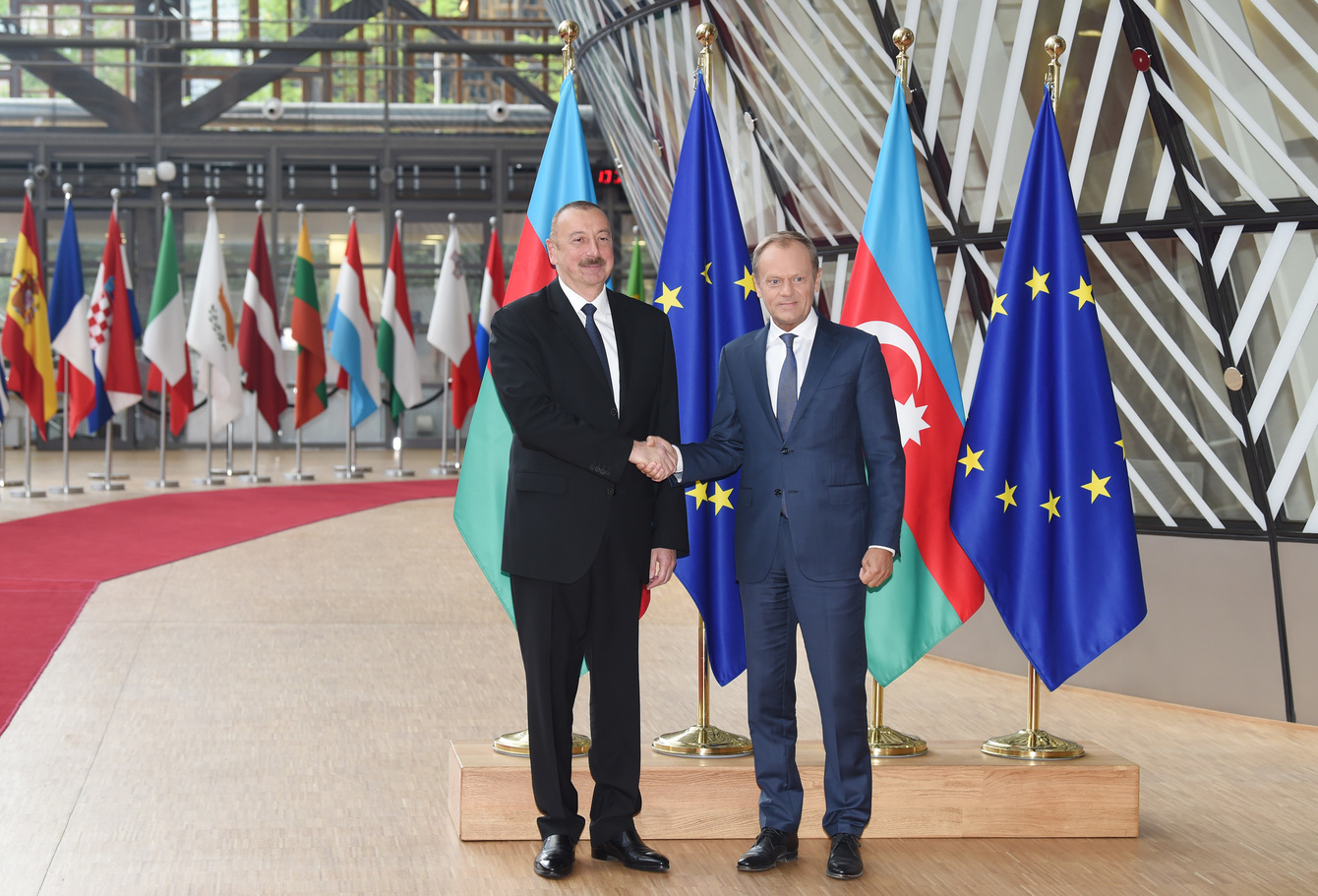
Президент Азербайджану Ільхам Алієв зустрівся з президентом Європейської Ради Дональдом Туском з Брюсселем, Бельгія, липень 2018 року

Азербайджан та Європейський Союз мають подібні переконання щодо більшості політик і в даний час працюють спільно для просування своїх спільних інтересів. Європейське Співтовариство розробило трирічний план допомоги Азербайджану під назвою Національна індикативна програма (НІП), на який ЄС виділив бюджет у розмірі 92 млн. Євро протягом трьох років (2007–2010). Основними цілями цієї програми є розвиток державних установ, управління ними більш ефективно та допомога Азербайджану в розвитку внутрішньої інфраструктури для сприяння іноземним інвестиціям та зростанню бізнесу. ЄС також створив офіс Європейського інструменту демократії та прав людини (EIDHR) у Баку, щоб дати пораду новому демократичному уряду Азербайджану та забезпечити захист прав людини.
Європейський Союз та Азербайджан є сильними партнерами в енергетичній політиці та працюють разом над низкою проєктів. Основним проєктом є будівництво трубопроводу для підключення поставок каспійської нафти до Європи, забезпечуючи життєздатний шлях для споживання нафти та газу. Європа також підтримує державну програму Азербайджану щодо збільшення використання альтернативних та відновлюваних джерел енергії. Азербайджан є країною-партнером енергетичної програми ЄС INOGATE, яка має чотири ключові теми: підвищення енергетичної безпеки, зближення енергетичних ринків країн-членів на основі принципів внутрішнього енергетичного ринку ЄС, підтримка сталого енергетичного розвитку та залучення інвестицій для енергетичних проєктів спільний та регіональний інтерес. Тривають переговори між ЄС та Азербайджаном щодо заміни існуючих УПС Угодою про асоціацію. Посол ЄС в Азербайджані Роланд Кобія заявив у квітні 2013 року, що вони можуть бути завершені до наради "Східне партнерство" в листопаді 2013 року. Однак заступник глави адміністрації президента Азербайджану заявив, що "ми прагнемо підготувати проєкт угоди про партнерство - документ, який більш адекватно відображає рівень наших відносин та співпраці з Європейським Союзом ", а не АА. Представник делегації ЄС в Азербайджані підкреслив, що "не говорилося, що Азербайджан ніколи не підпише його, просто зараз не час підписувати його. Тому ми працюємо з Азербайджаном щодо можливих інших форматів, але кінцева мета полягає в тому, щоб підписати угоду про асоціацію ". Жоден АА не був парафований на саміті, хоча Спільна декларація високо оцінила прогрес у переговорах та заявила, що ЄС готовий домовитись про глибоку та всеосяжну угоду про вільну торгівлю з Азербайджаном, коли вони приєднаються до Світової організації торгівлі. У грудні 2013 року комісар ЄС з питань розширення Штефан Фюле заявив, що переговори щодо ПС тривають. У листопаді 2016 року Європейська рада дозволила почати переговори щодо рамкової угоди, яка "дозволяє Азербайджану вирішити, якою мірою він буде брати участь у пропозиції ЄС щодо політичної асоціації та економічної інтеграції".
29 листопада 2013 р. у Вільнюсі, Литва, було підписано угоду про сприяння видачі віз між Азербайджаном та Європейським Союзом. Документ набув чинності 1 вересня 2014 року. За цією угодою громадянам Азербайджану поїздки до країн ЄС стали простішими та дешевшими, і вони можуть отримувати короткострокові візи, що дозволяє вільно їздити в межах ЄС. Угода не діє у Великій Британії, Ірландії та Данії. Відповідно до угоди, оформлення віз є безкоштовним для певних груп громадян, таких як офіційні делегати, пенсіонери, діти до 12 років, студенти та дослідники.
27 вересня 2020 року президент Європейської Ради Шарль Мішель висловив глибоке занепокоєння ескалацією бойових дій у спірному регіоні Нагірний Карабах та закликав Азербайджан та Вірменію негайно припинити бойові дії та досягти прогресу до мирного врегулювання. У жовтні 2020 року глава закордонних справ ЄС Йозеп Боррелл закликав Вірменію та Азербайджан припинити боротьбу і повернутися за стіл переговорів.

## Енергетична співпраця
Азербайджан є важливим енергетичним партнером для ЄС, в даний час він забезпечує близько 5% попиту ЄС на нафту і відіграє ключову роль у виведенні каспійських ресурсів газу на ринок ЄС через Південний газовий коридор. ЄС є найбільшим замовником азербайджанської нафти та нафти, що транспортується через Азербайджан. Співпраця між ЄС та Азербайджаном у галузі енергетики виходить далеко за межі Південного газового коридору. Основою двостороннього співробітництва в енергетичній галузі є Меморандум про взаєморозуміння щодо стратегічного партнерства між Азербайджанською Республікою та Європейським Союзом у галузі енергетики, підписаний у 2006 році. Меморандум про взаємодію визначив 4 пріоритетні напрямки співпраці: гармонізація законодавства, посилення безпека систем постачання та транзиту, розвиток ВДЕ та посилення технічного співробітництва. На регулярних засіданнях МоВ підсумовується розвиток енергетичних відносин між Азербайджаном та ЄС. У 2016 році Комісія запустила нову регіональну програму "EU4Energy", яка підтримує країни Східного партнерства, включаючи Азербайджан у досягненні цілей їх енергетичної політики. ЄС також допомагає Азербайджану в його зусиллях щодо підвищення енергоефективності.

### “Південний газовий коридор”

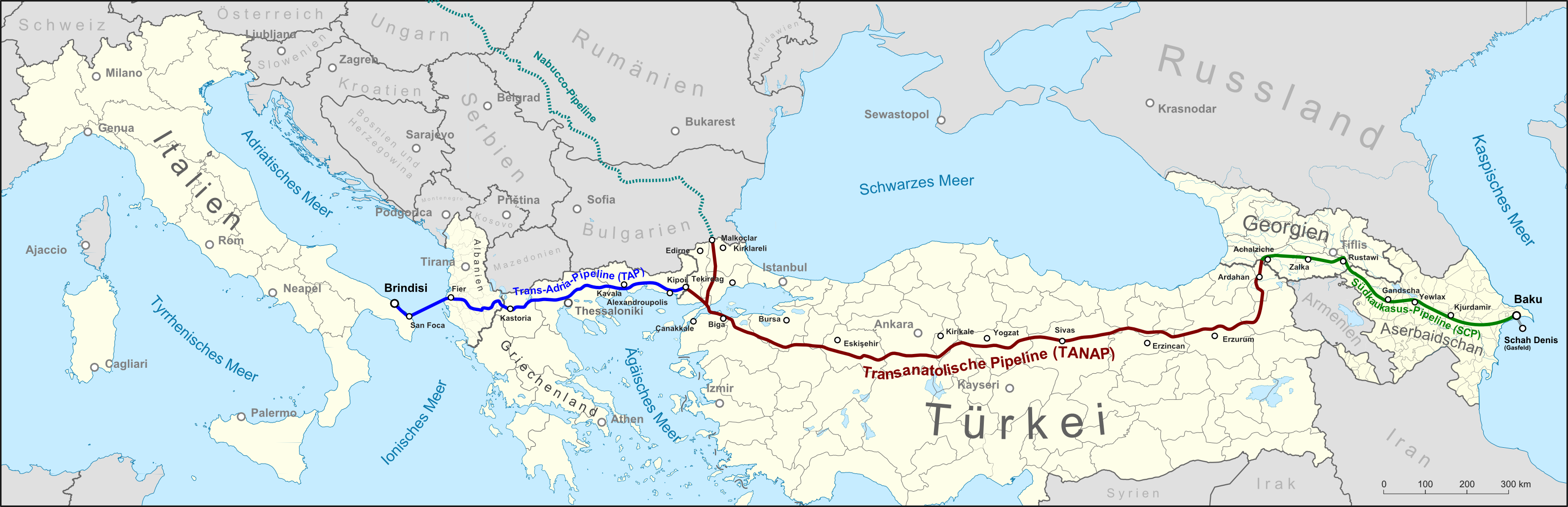
Метою Південного газового коридору, який з'єднує гігантське газове родовище Шах Деніз в Азербайджані з Європою, є зменшення залежності Європи від російського газу.

Президент Європейської комісії Жозе Мануель Баррозу та президент Алієв підписали Спільну декларацію про Південний газовий коридор ще в січні 2011 року в Баку. Південний газовий коридор є стратегічною ініціативою щодо виведення каспійських, центральноазіатських та близькосхідних газових ресурсів на європейські ринки та є основним інструментом диверсифікації для забезпечення енергопостачання. Інфраструктура, яка повинна доставляти газ з басейну Каспію, зокрема з родовища Шах Деніз II, складається з розширення існуючого південно-кавказького трубопроводу з Азербайджану через Грузію до Туреччини; Трансанатолійський трубопровід, що перетинає Туреччину і з'єднує Грузію з Європою; і Трансадріатичний трубопровід, який транспортує газ від турецького кордону через Грецію та Албанію до Італії. Гігантське морське родовище газу в азербайджанському секторі Каспійського моря - Шах Деніз II забезпечить початковими десятьма мільярдами кубометрів газу на рік на європейських ринках станом на 2020 рік та додатковими шістьма мільярдами кубометрів на рік для Туреччини. Південний газовий коридор є найбільш значущим та амбіційним завданням міжнародної вуглеводневої промисловості, оскільки до нього залучено численні зацікавлені сторони, включаючи 7 урядів та 11 компаній. Південний газовий коридор змінить енергетичну карту всієї Європи, забезпечивши постачання газу Каспійським морем на всі європейські ринки. Спочатку через цю мережу в 2019-2020 роках надходитиме майже 10 мільярдів кубічних метрів газу".